# Frank Chindamo
Frank Chindamo est un producteur, réalisateur, scénariste et directeur de la photographie.

## Filmographie

### comme producteur
- 1987 : Cat & Mousse (TV)
- 1988 : The Jelly Donut Saga
- 1989 : Trick or Geek (TV)
- 1989 : Party of Two (TV)
- 1990 : Teacher Teacher (TV)
- 1990 : I'm Fine, Who Are You? (TV)
- 1990 : Heavy Putting (TV)
- 1990 : Eppy's Emporium (TV)
- 1991 : Work Perks (TV)
- 1991 : True Confessions Hotline (TV)
- 1991 : Seeing Is Believing (TV)
- 1991 : P.S.I. (TV)
- 1991 : Phone Abuse (TV)
- 1991 : Fun with Picture Phones (TV)
- 1991 : Dream Line (TV)
- 1991 : Dream Analysis Hotline
- 1995 : Mind Control
- 1996 : Sleep (TV)
- 1996 : Robbery (TV)
- 1996 : Quarrantine
- 1996 : Lottery (TV)
- 1998 : Vermin
- 1998 : The Bar Channel
- 2000 : Surgery.cam (TV)
- 2000 : The Remote (vidéo)
- 2001 : Love Bytes (série TV)
- 2005 : The Ghost of Salsbury Inn

### comme réalisateur
- 1988 : The Jelly Donut Saga
- 1989 : Trick or Geek (TV)
- 1989 : Party of Two (TV)
- 1990 : Teacher Teacher (TV)
- 1990 : I'm Fine, Who Are You? (TV)
- 1990 : Heavy Putting (TV)
- 1990 : Eppy's Emporium (TV)
- 1991 : Work Perks (TV)
- 1991 : True Confessions Hotline (TV)
- 1991 : Seeing Is Believing (TV)
- 1991 : P.S.I. (TV)
- 1991 : Phone Abuse (TV)
- 1991 : Fun with Picture Phones (TV)
- 1991 : Dream Line (TV)
- 1991 : Dream Analysis Hotline
- 1991 : Way Cool (pilote série TV)
- 1995 : Mind Control
- 1996 : Sleep (TV)
- 1996 : Robbery (TV)
- 1996 : Quarrantine
- 1996 : Lottery (TV)
- 1998 : Vermin
- 1998 : The Bar Channel
- 2000 : Surgery.cam (TV)
- 2000 : The Remote (vidéo)
- 2001 : Love Bytes (série TV)

### comme scénariste
- 1987 : Cat & Mousse (TV)
- 1988 : The Jelly Donut Saga
- 1989 : Trick or Geek (TV)
- 1989 : Party of Two (TV)
- 1990 : Teacher Teacher (TV)
- 1990 : I'm Fine, Who Are You? (TV)
- 1990 : Heavy Putting (TV)
- 1990 : Eppy's Emporium (TV)
- 1991 : Work Perks (TV)
- 1991 : True Confessions Hotline (TV)
- 1991 : Seeing Is Believing (TV)
- 1991 : P.S.I. (TV)
- 1991 : Phone Abuse (TV)
- 1991 : Fun with Picture Phones (TV)
- 1991 : Dream Line (TV)
- 1991 : Dream Analysis Hotline
- 1998 : The Bar Channel
- 2000 : The Remote (vidéo)

### comme directeur de la photographie
- 2003 : On Faith Alone: The Jozy Pollock Story (TV)